# Енріке де Чаваррі
Енріке де Чаваррі (ісп. Enrique de Chávarri, 10 січня 1903 — 28 квітня 1993) — іспанський хокеїст на траві. Грав за клуб «Атлетіко» з Мадрида. Увійшов до складу збірної Іспанії на літніх Олімпійських іграх 1928 в Амстердамі, де вона поділила 7-8-ме місця. Грав у полі, зіграв 3 матчі і забив 1 гол у ворота збірної Німеччини.